# Émile Eddé
Pour les articles homonymes, voir Eddé.
Émile Eddé (1883-1949) est un homme d'État, président du Liban (de 1936 à 1941), avocat et leader politique, fondateur du Bloc national libanais. Il marqua la vie politique du Liban durant la première moitié du XXe siècle.

## Biographie
Emile Eddé naît en 1884 à Damas (Syrie). Son père Ibrahim et son grand-père Youssef étaient drogman au Consulat de France à Damas. Sa mère, Marie Donato, appartenait à une famille vénitienne d'Alep. Il fait ses études chez les pères jésuites à Beyrouth (Liban). Il choisit de faire son droit à Aix-en-Provence (France) où il réside de 1902 à 1909. Toutefois, il ne peut soutenir sa thèse de doctorat, étant rappelé d'urgence au Liban, à cause de l'état de santé précaire de son père.
Il crée à Beyrouth un cabinet d'avocats et devient le Conseil des consulats français, britannique et italien, ainsi que celui d'importantes sociétés, tant levantines qu'étrangères, établies  au Liban et en Syrie. Son travail impose son cabinet parmi les plus prestigieux de Beyrouth[réf. nécessaire]. Plusieurs personnalités, notamment Bechara El Khoury, Camille Chamoun et Jawad Boulos, y font leur stage. Il est  Bâtonnier de l'Ordre des Avocats de Beyrouth (1922-1923).
Il épouse Lody Sursock en 1912. Ils ont trois enfants : Raymond (1913-2000), Andrée (1917-1978) et Pierre (1921-1997).
Avant la Première Guerre mondiale, Émile Eddé participe à des mouvements revendiquant l'indépendance du Liban. Plusieurs personnalités, ayant pris part à ces revendications et/ou ayant eu  des rapports avec les puissances alliés, sont arrêtées et pendues plus tard. Émile Eddé, averti à temps, échappe de justesse à l'arrestation et se réfugie à Alexandrie (Égypte).
En Égypte, il participe, durant la Première Guerre mondiale, à la création de la Légion d'Orient, qui est une unité de l'armée française composée de volontaires libanais et syriens. À cette époque, il maintient, à travers son frère Joseph qui réside à Paris, des contacts réguliers avec les plus hautes personnalités françaises, notamment le président Raymond Poincaré.
À la fin de la Première Guerre mondiale, il participe à la première et la troisième délégations et est le conseiller de la deuxième délégation, qui se rendent à la Conférence de paix de Paris (1919) pour réclamer l'agrandissement et l'indépendance du Liban. Il insiste au sein du Conseil représentatif du Mont Liban et dans ses mémorandums présentés aux hautes instances internationales et françaises, sur la restitution des territoires intérieurs et des villes côtières, séparés du Liban en 1860 et dont la majorité de la population est libanaise, ainsi que sur l'indépendance politique du Liban dans ses frontières historiques et géographiques. La conférence de paix de Paris accède à ces demandes. Ainsi, à la suite de ces actes, il occupe diverses responsabilités durant sa vie politique libanaise. 
En effet, il est membre du Conseil représentatif du Grand Liban en 1922-1925 ; président dudit Conseil en 1925-1926, dissout par les autorités mandataires grâce à l'appui de la majorité parlementaire à sa candidature au poste du Gouverneur du pays ; sénateur en 1926-1927 ; député en 1927-1936 et premier ministre du 11 octobre 1929 au 25 mars 1930. En tant que député puis premier ministre, il entreprend un vaste mouvement de réformes[Lesquelles ?] dans tous les domaines, administratif, éducatif, juridique, économique et financier. Ces réformes, qui touchent les intérêts de certains conservateurs et politiciens intrigants, suscitent de fortes réactions à sa politique, qui le poussent à la démission du poste de premier ministre. Un grand nombre de ces projets[Lesquels ?] restent en application jusqu'à nos jours.
Le 20 janvier 1936, il est élu président de la République libanaise sous mandat français. Il signe le 13 novembre 1936 le « Traité d'Amitié et d'Alliance » avec la France, accompagné d'une « Convention Militaire », de cinq « Protocoles » et d'un « Échange de Lettres » au nombre de douze. Ce traité est adopté à l'unanimité le 24 novembre par la Chambre libanaise des Députés. Toutefois, le gouvernement français refuse de le ratifier et encore moins de le soumettre à l'approbation du parlement. Les lettres (n° 6 et 6 bis) échangées à l'occasion  de ce Traité sont considérées comme la base juridique de la répartition équitable des fonctions entre les différentes communautés dans l'administration libanaise. À la suite de ces lettres, il nomme un sunnite comme premier ministre, acte devenu une tradition qui est la base du Pacte national.
Le 11 novembre 1943, le Délégué général de France dissout la Chambre des députés, suspend la constitution et nomme Émile Eddé 
président de la République. Il accepte, bien qu'il ait voté avec son bloc parlementaire la confiance au gouvernement, aux fins de ne pas voir le pays passer sous domination anglaise. Il pense que la politique de la Grande-Bretagne risque d'accroître l'influence de l'option d'une unité syrienne au détriment même de l'indépendance du Liban et de céder une partie du sud du pays, jusqu'au Litani, au futur foyer juif qui serait créé en Palestine. Toutefois, Il réclame l'indépendance du Liban avec la garantie de la France ou de toute autre puissance démocratique et institution internationale. Il démissionne le 22 novembre 1943 et Georges Catroux, par décret, rétablit Béchara el-Khoury dans ses fonctions de président de la République, ainsi que Riad El Solh en tant que président du Conseil des Ministres.
En 1946, il transforme son mouvement en parti politique, le Bloc National. Il participe aux élections législatives de 1947 qui font l'objet d'une fraude massive de la part du pouvoir en place, qui cherche à gagner les élections afin de modifier la constitution pour renouveler son mandat.
Émile Eddé meurt le 27 septembre 1949. Des obsèques populaires sont organisées pour lui rendre hommage. Ses deux fils, Raymond et Pierre, participent à la vie politique du Liban. Ils sont élus, l'un et l'autre, députés à plusieurs reprises et occupent des responsabilités ministérielles dans divers gouvernements du pays. Raymond lui succède à la tête du Bloc national.